# Cadwgan ap Bleddyn
Cadwgan ap Bleddyn (overleden 1111) was een zoon van Bleddyn ap Cynfyn. Hij was koning van Powys, mogelijk in een of andere vorm van gezamenlijke heerschappij met zijn broers, van de dood van zijn vader in 1075 tot zijn eigen dood in 1111. Hij leidde meerdere malen het verzet van de Welsh tegen de opmars van de Normandiërs in hun land.
Cadwgan wordt voor het eerst genoemd in 1088, toen hij samen met zijn broers Madog en Rhirid de zuidelijke koning Rhys ap Tewdwr verdreef naar Ierland. Later dat jaar keerde Rhys echter terug, heroverde de macht over Deheubarth en doodde daarbij Cadwgans beide broers. In 1093, na de dood van Rhys, ondernam Cadwgan opnieuw een plundertocht in Dyfed.
In 1094 brak er in Gwynedd een opstand uit tegen de Normandiërs, vermoedelijk onder invloed van Cadwgan. De Welsh vernietigden een aantal Normandische versterkingen, en een hierna gestuurde Normandisch versterkingsleger werd verslagen door Cadwgan bij Coedysbys. Hierna breidde de opstand zich uit tot andere delen van Wales, zoals Ceredigion en Dyfed, met Cadwgan en later ook Gruffudd ap Cynan als leiders. Willem Rufus voerde in 1095 zelf een leger richting Wales, maar was niet succesvol. In 1096 breidde de opstand zich nog verder uit naar het meest genormandiseerde zuidoostelijke deel van Wales. In 1097 was Willem opnieuw actief in het neerslaan van de opstand, dit keer in Noord-Wales, maar opnieuw niet succesvol.
Het volgende jaar kwam echter het keerpunt voor de opstandelingen, waar zich ook de ontsnapte Gruffudd ap Cynan bij had aangesloten. In het zuiden wisten de Normandiërs geleidelijk weer de macht te grijpen, en in het noorden rukten Hugo van Chester en Hugo van Shrewsbury, gesteund door Owain ab Edwin, op, en dreven Cadwgan en Gruffudd terug tot Anglesey, waar ze hen belegerden. Cadwgan en Gruffudd werden gedwongen te vluchten naar Ierland. Toen kwam echter de Noorse koning Magnus Barrevoets de Welsh te hulp. Hij was in de Ierse Zee om zijn aanspraken op Man kracht bij te zetten, en toen hij het Normandische leger zag, viel hij aan, waarbij Hugo van Shrewsbury sneuvelde. Gesteund door de overgelopen Owain verjoegen de mannen van Gwynedd de Normandiërs weer. In 1099 kwamen Cadwgan en Gruffudd terug in Wales en werd een vrede gesloten, waarin Cadwgan bevestigd werd in het bezit van Ceredigion en het grootste deel van Powys.
In 1102 steunde Cadwgan met zijn broers Maredudd en Iorwerth, de opstand van Robert van Bellême tegen Hendrik I. Iorwerth liep over, en kreeg daarvoor in ruil van Willem grote delen van Wales, waaronder Cadwgans gebieden. Deze gaf hij vrijwel direct weer terug aan Cadwgan. De andere gebieden werden door Willem geschonken aan Hywel ap Goronwy, en Iorwerth en Maredudd werden gevangen gezet.
In 1109 viel Cadwgans zoon Owain het kasteel van Cenarth Bychan aan, dat in bezit was van de Normandiër Gerald van Windsor, en vernietigde het, zijn doel zijnde het schaken van Geralds echtgenote Nest ferch Rhys. Hierna werden Madog en Ithel, de zonen van Cadwgans overleden broer Rhirid, door bisschop Richard de Beaumais van Londen aangezet om Cadwgan en Owain aan te vallen, en Cadwgans land over te nemen. De broers toonden zich al snel zo ongeliefd, dat de koning Cadwgan Ceredigion teruggaf. Na verdere plundertochten van Madog en Owain, liet Hendrik Iorwerth vrij, maar zowel Iorwerth als Cadwgan werden door Madog gedood, waarna Hendrik geen andere keus bleef dan Owain in 1111 terug te laten keren van ballingschap in Ierland als nieuwe koning van Powys, in opvolging van Cadwgan.